# Lyn St. James
Lyn St. James, geboren als Evelyn Gene Cornwall, (Willoughby (Ohio), 13 maart 1947) is een voormalig Amerikaans autocoureur. Ze was na Janet Guthrie de tweede vrouwelijke coureur die zich wist te kwalificeren voor de Indianapolis 500.

## Carrière
St. James reed tussen 1992 en 2000 elf Champ Car races en vijf Indy Racing League wedstrijden, waaronder zeven keer de Indianapolis 500. In deze race behaalde ze haar beste resultaat bij haar eerste deelname in 1992 toen ze van de 27e startplaats was vertrokken en als elfde finishte, wat haar de trofee "Indianapolis 500 Rookie of the year" opleverde. Haar beste resultaat in het formuleracen was een achtste plaats op de Walt Disney World Speedway tijdens het allereerste Indy Racing League kampioenschap in 1996. Ze eindigde dat jaar op de twaalfde plaats in het kampioenschap.

## Resultaten

#### Indianapolis 500
| Jaar | Chassis | Motor         | Start | Finish |
| ---- | ------- | ------------- | ----- | ------ |
| 1992 | Lola    | Chevrolet     | 27    | 11     |
| 1993 | Lola    | Ford-Cosworth | 21    | 25     |
| 1994 | Lola    | Ford-Cosworth | 6     | 19     |
| 1995 | Lola    | Ford-Cosworth | 28    | 32     |
| 1996 | Lola    | Ford-Cosworth | 18    | 14     |
| 1997 | Dallara | Infiniti      | 34    | 13     |
| 1998 | G-Force | Infiniti      | DNQ   | DNQ    |
| 1999 | G-Force | Oldsmobile    | DNQ   | DNQ    |
| 2000 | G-Force | Oldsmobile    | 32    | 32     |